# Musée des arts asiatiques de Toulon
Le musée des arts asiatiques  est situé dans la villa « Jules Verne » à Toulon (Var) et abrite des collections d'arts asiatiques présentées par origine géographique. Le musée a été inauguré en 2001. Les pièces du musée proviennent dans leur majorité de legs à la ville de Toulon.
La tarification est libre suivant le modèle du prix libre.

## Villa «Jules Verne»

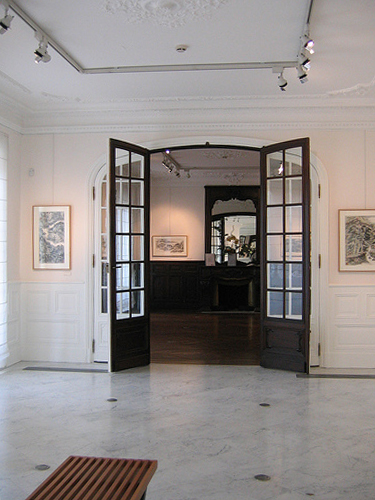
Rez-de-chaussée
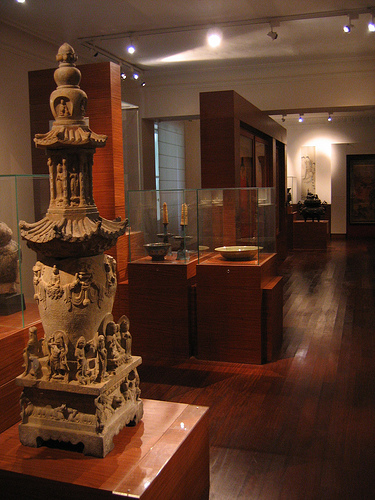
Collections permanentes

La villa « Jules Verne » se situe sur la route littorale, face au fort Saint-Louis dans le quartier du Mourillon.
Elle a été acquise en 1905 par la femme de Michel Verne, unique fils du célèbre auteur de science fiction. Ce dernier, contrairement à la légende, n'y a jamais habité. La confusion vient peut-être que son fils a remanié plusieurs romans de son père sous le nom de Michel Jules-Verne. Michel Verne fondera une société de production les films Jules Verne et tournera plusieurs films tirés des romans de son père à Toulon. La villa fut également occupée par l'un des petits-fils de Jules-Verne.
La villa fut réquisitionnée par les Allemands en 1942 puis par l'Instruction publique juste à la fin de la guerre. Mme Verne revendit la maison en 1953 et elle devint un hôtel-restaurant, Le Nautilus. Celui-ci acquit la maison voisine et la mairie de Toulon racheta l'ensemble en 1973.
En 1991 et durant deux années scolaires, la Villa Jules Verne héberge les premiers étudiants et enseignants de l'école d'ingénieurs ISEN Méditerranée. L'école libérera la villa à la rentrée de septembre 1993 pour prendre ses quartiers dans La Maison du Numérique et de l'Innovation, bâtiment flambant neuf inauguré en cœur de ville.
La visite du musée se fait sur trois niveaux. Tout d'abord, le rez-de-chaussée accueille des collections temporaires et des animations. Le premier étage présente les collections venant de Chine (137 m2) et du Japon (26 m2). Au second étage, on trouve les collections de l'Asie du Sud-Est (68 m2), de l'Inde (22 m2) et de la Mongolie et du Tibet (26 m2).
La restauration de la villa met en valeur l'architecture des maisons bourgeoises du début du XXe siècle: les pièces du rez-de-chaussée sont lumineuses et les boiseries sont mises en valeur par des couleurs sombres. Les pièces des étages ont un parquet d'un bois chaleureux qui s'accorde avec les vitrines d'exposition.

## Collections du musée
La plupart des pièces de ce musée proviennent de dons de collectionneurs (souvent des familles de marins toulonnais). De nombreuses expéditions françaises, scientifiques ou militaires partirent et revinrent à Toulon.

### Chine

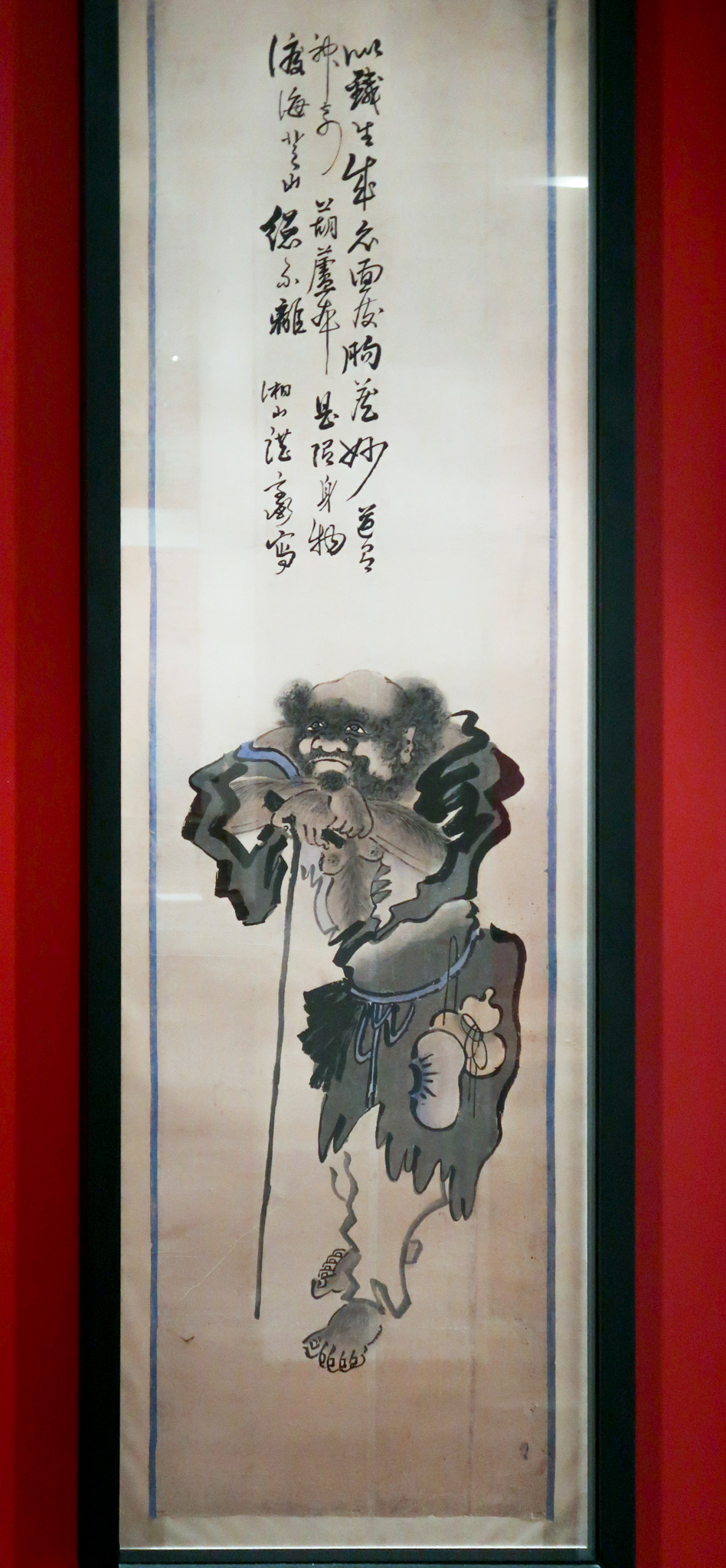
Li Tieguai (Immortel taoïste). XVIIe (fin), déb. Qing

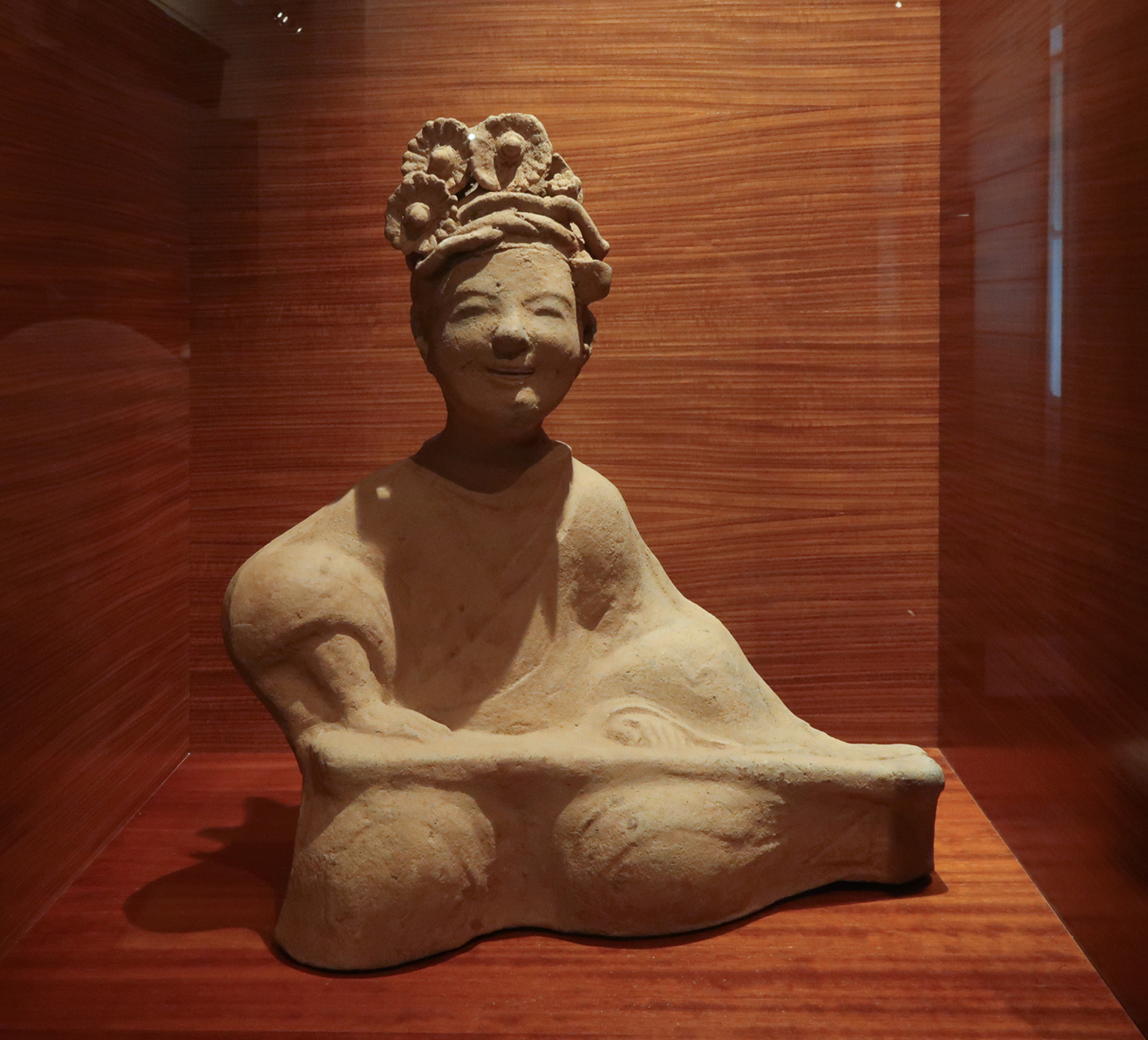
Joueuse de cithare chinoise, guqin. Mingqi (statuette funéraire tenant compagnie au mort). Terre cuite, 46 x 44 cm.. Han de l'Est (25 - 220 de notre ère)
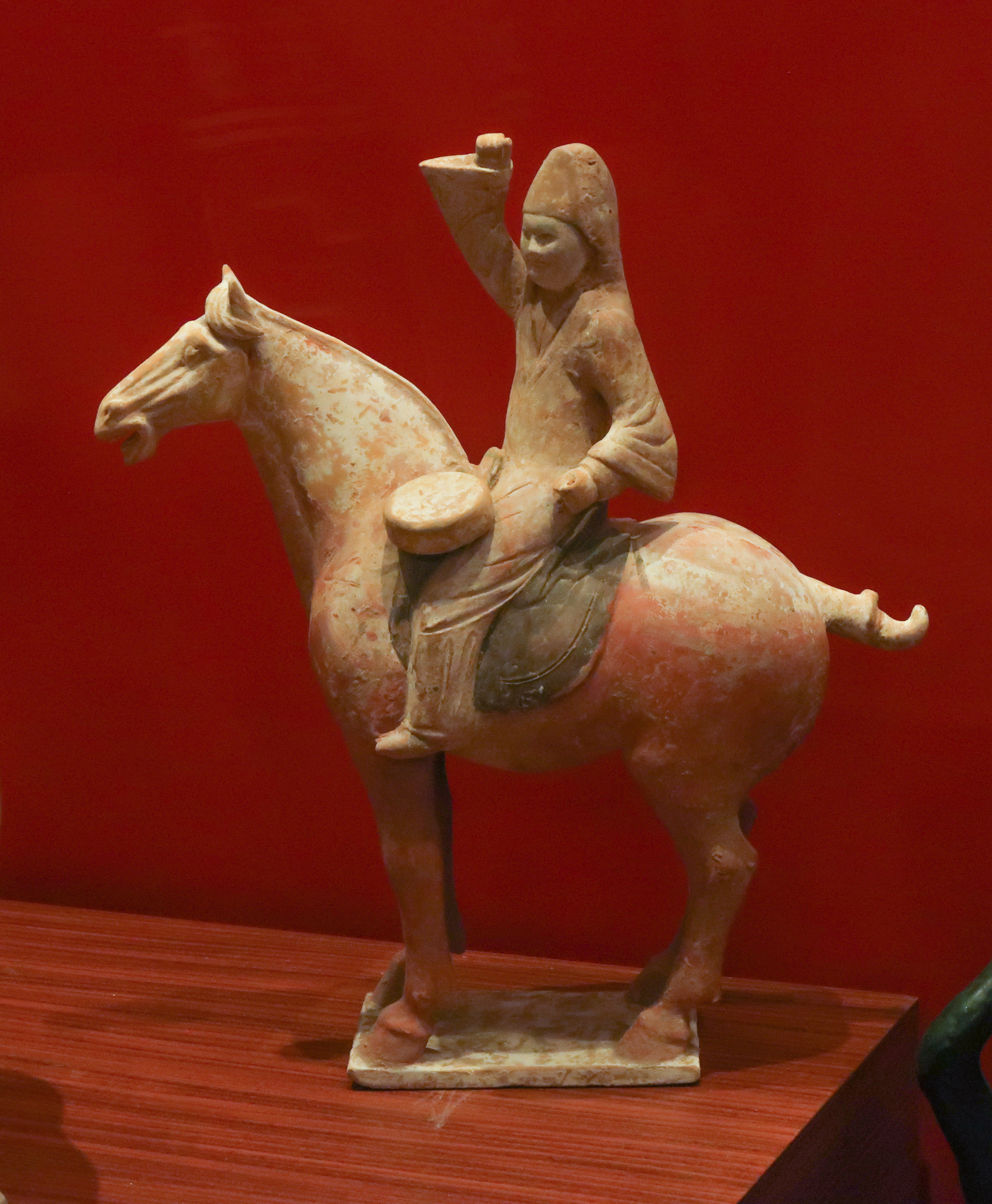
Cavalier au tambour. Mingqi. Terre cuite peinte. Tang (618-907).
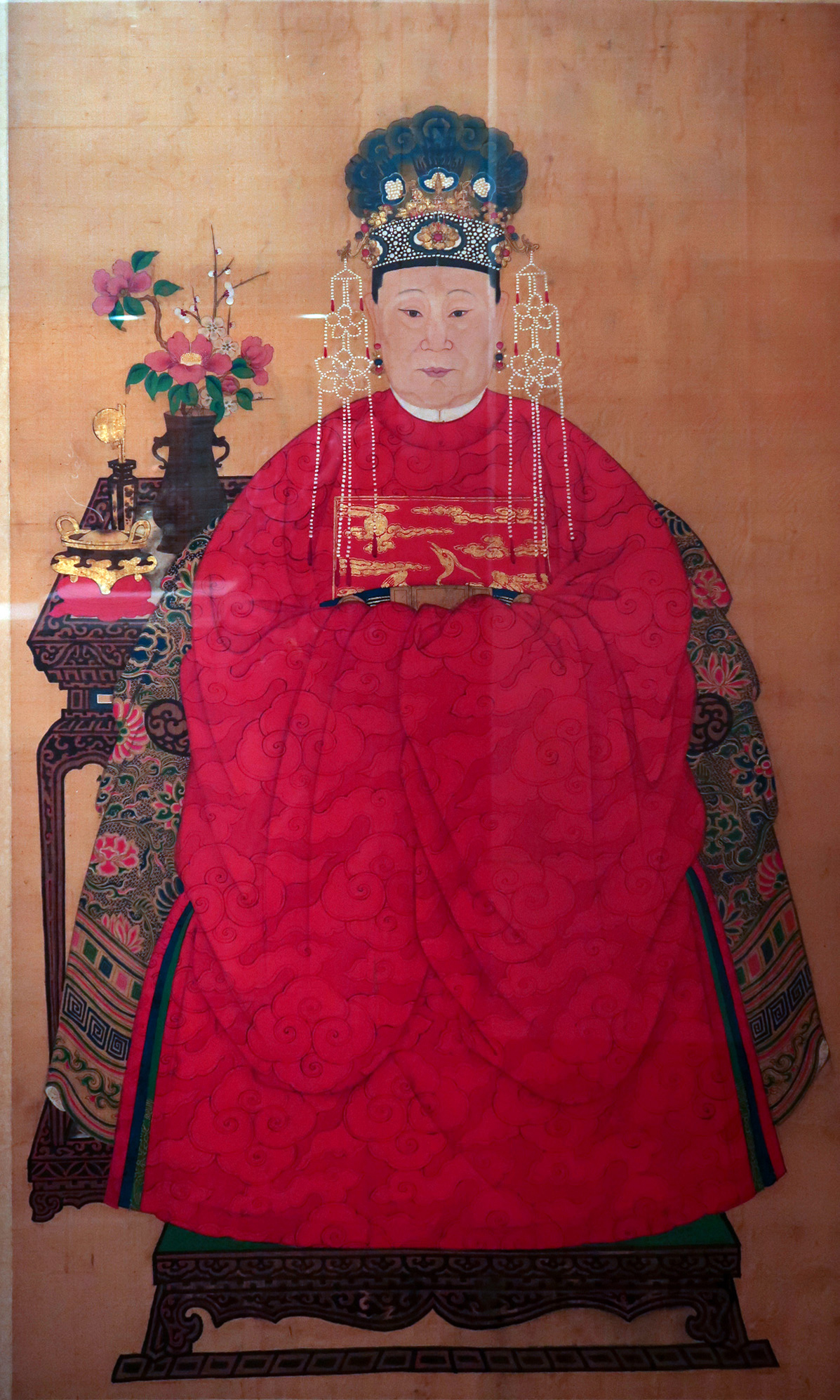
Portrait de l'épouse d'un mandarin en costume d'apparat[5]. Dynastie Ming. Couleurs sur soie.
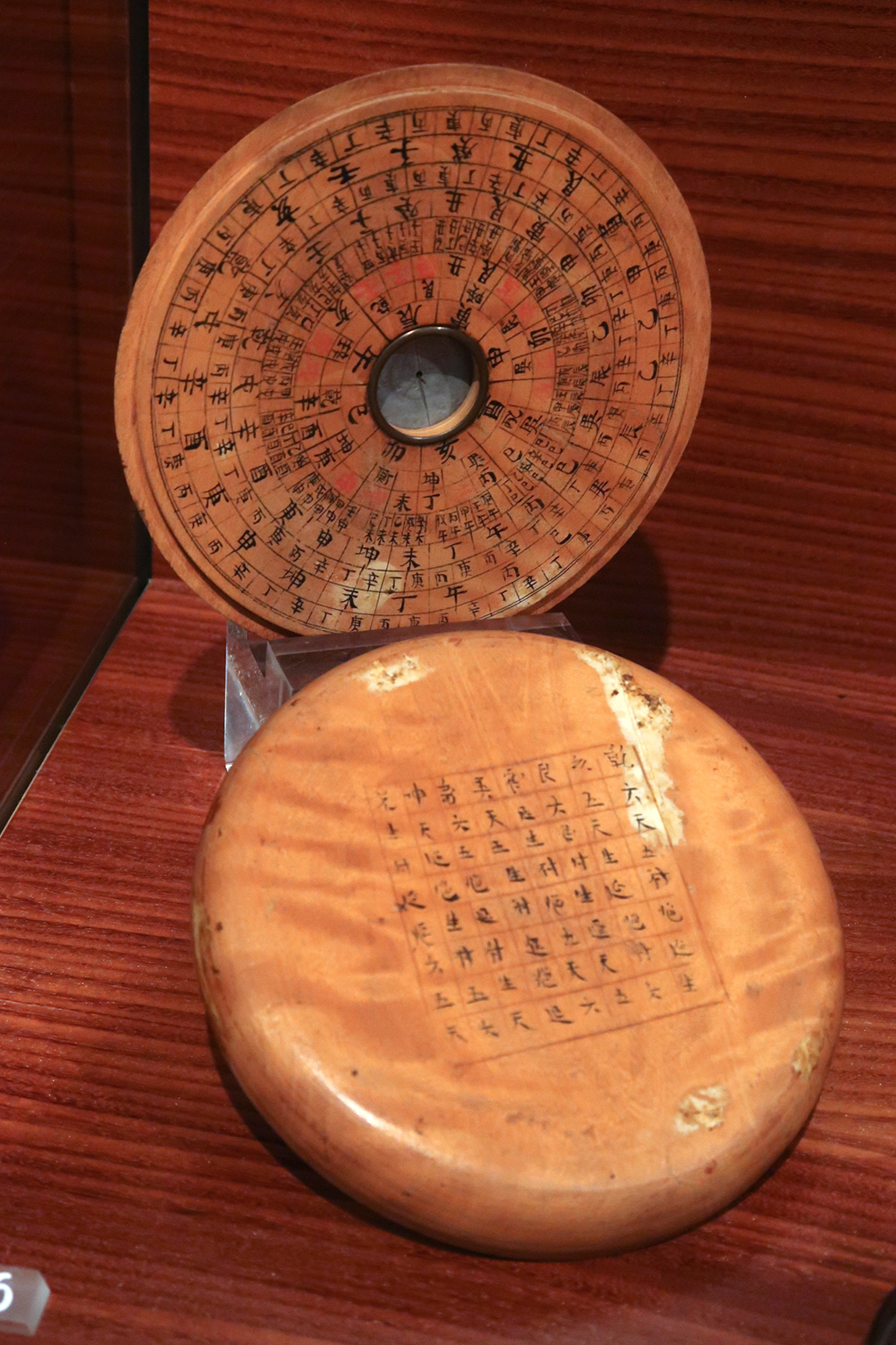
Boussole. Bois clair. XVIe – XVIIe siècles. Dynastie Ming.

Les pièces des collections chinoises sont les plus nombreuses du musée.
Les pièces sont regroupées par dynasties :
- des Shang (1570 - 1045 avant l'ère commune, AEC) jusqu'à la dynastie Song (960 - 1279 de notre ère)

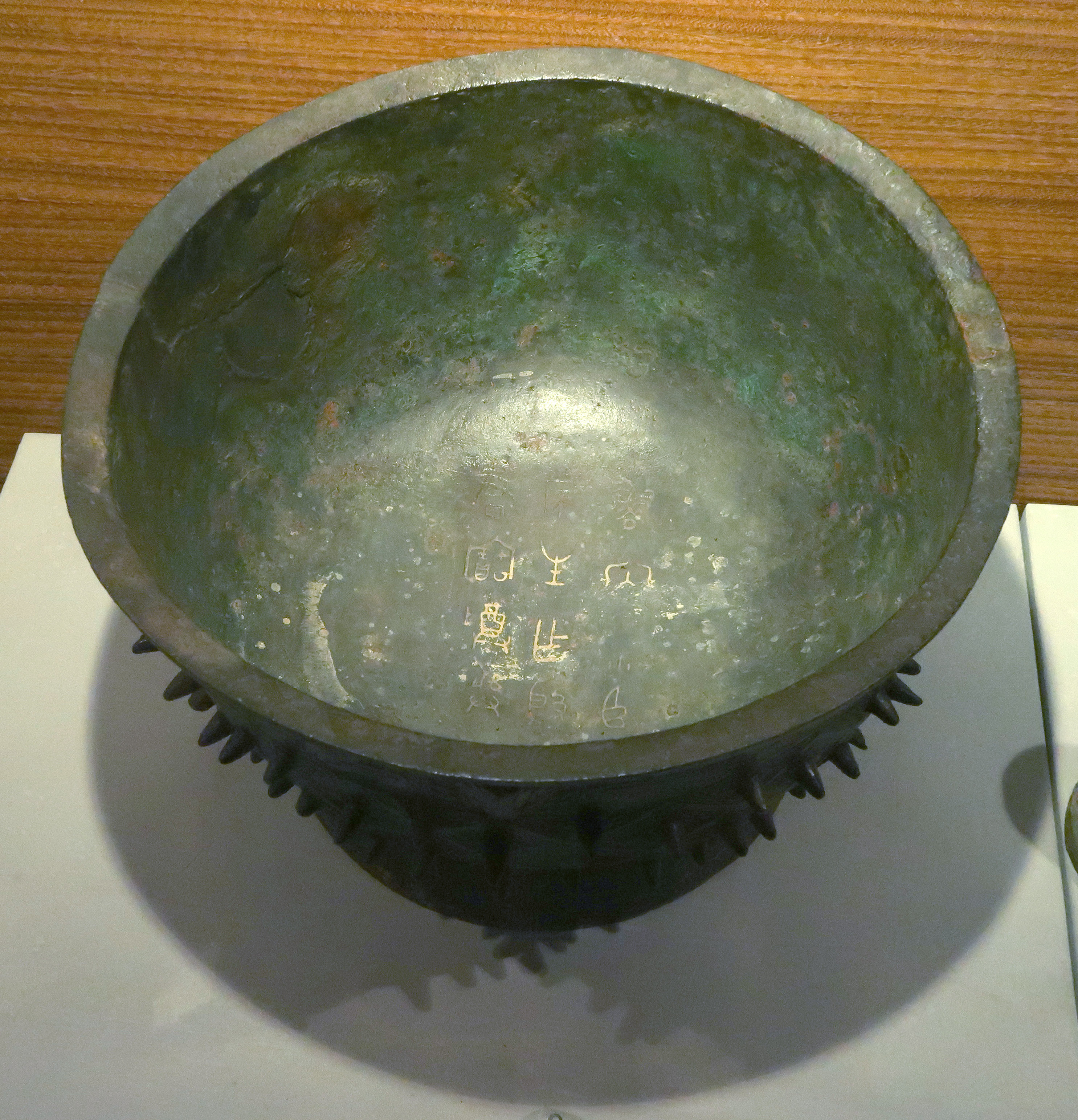
Gui, vase rituel. Inscription en Chinois archaïque au fond du vase. Bronze, H. 16, D. 25 cm. Fin de la dynastie Shang, XIe siècle AEC.

- de la dynastie Ming (1368 - 1644)
- de la dynastie Qing (1644 - 1912)

### Japon

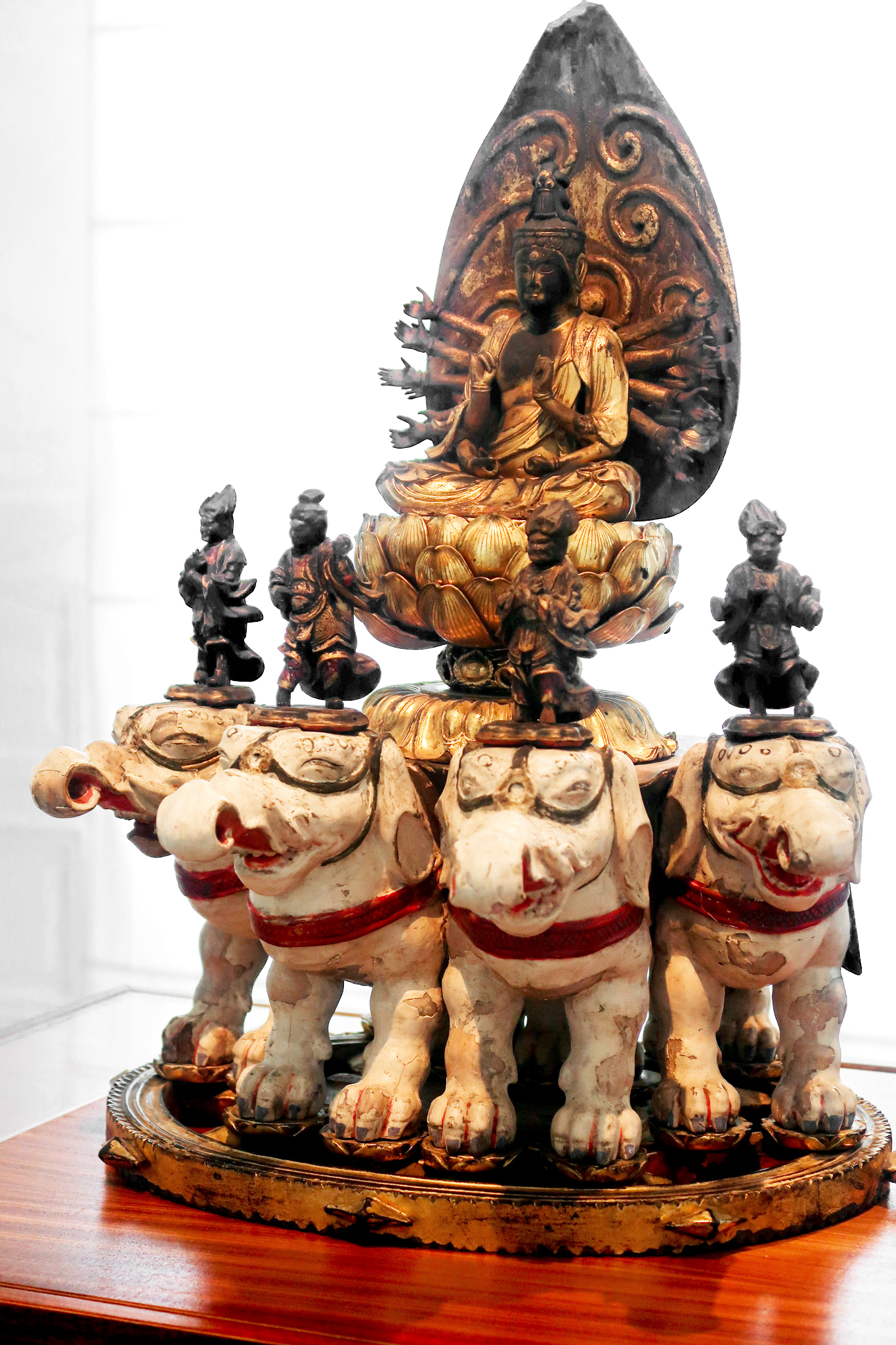
Fugen Enmei Samantabhadra. Bois peint, laqué et doré, H. 52 cm. Époque d'Edo, style Kamakura
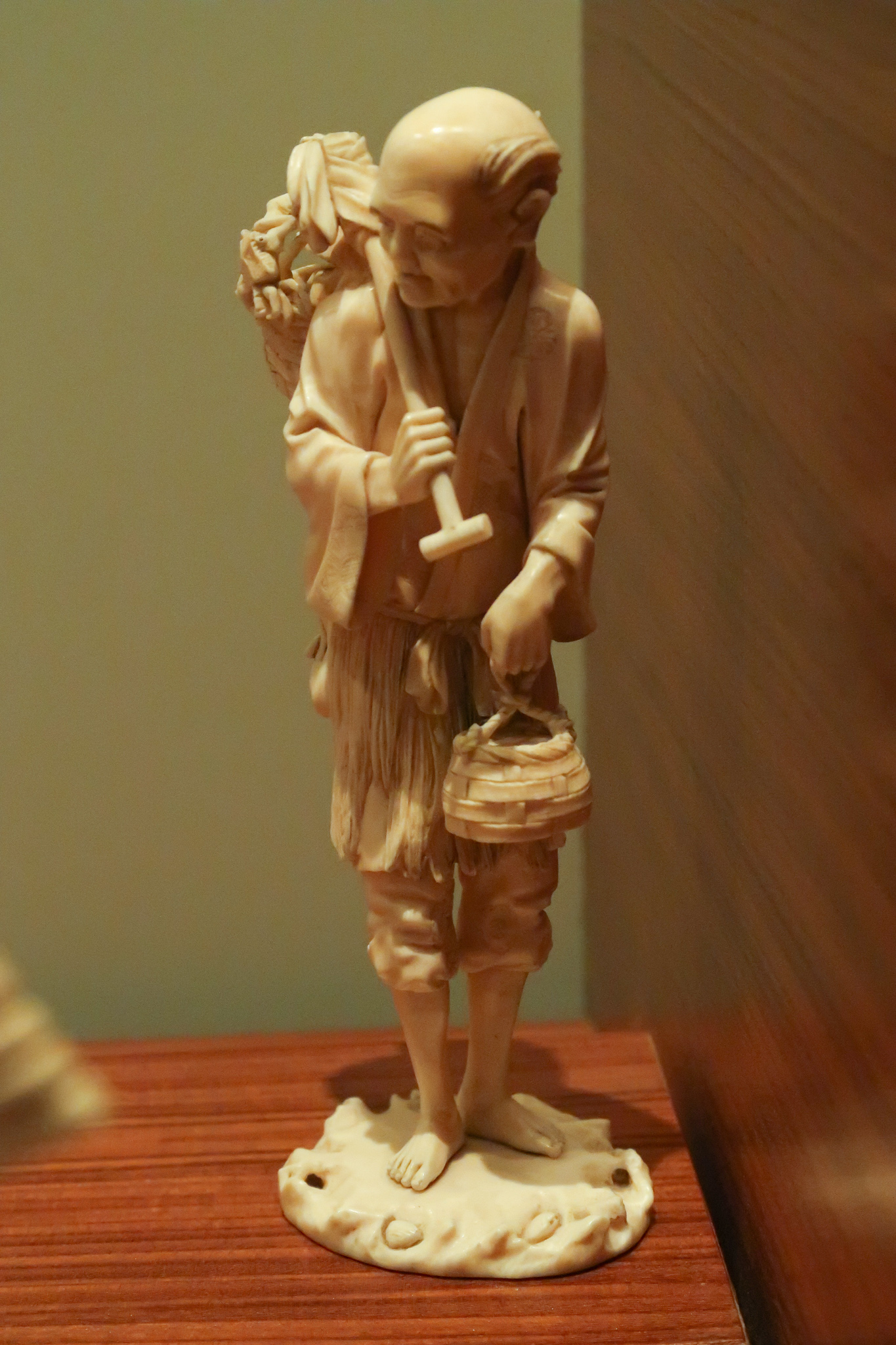
Pêcheur de crabes. Okimono. Ivoire. XIXe siècle
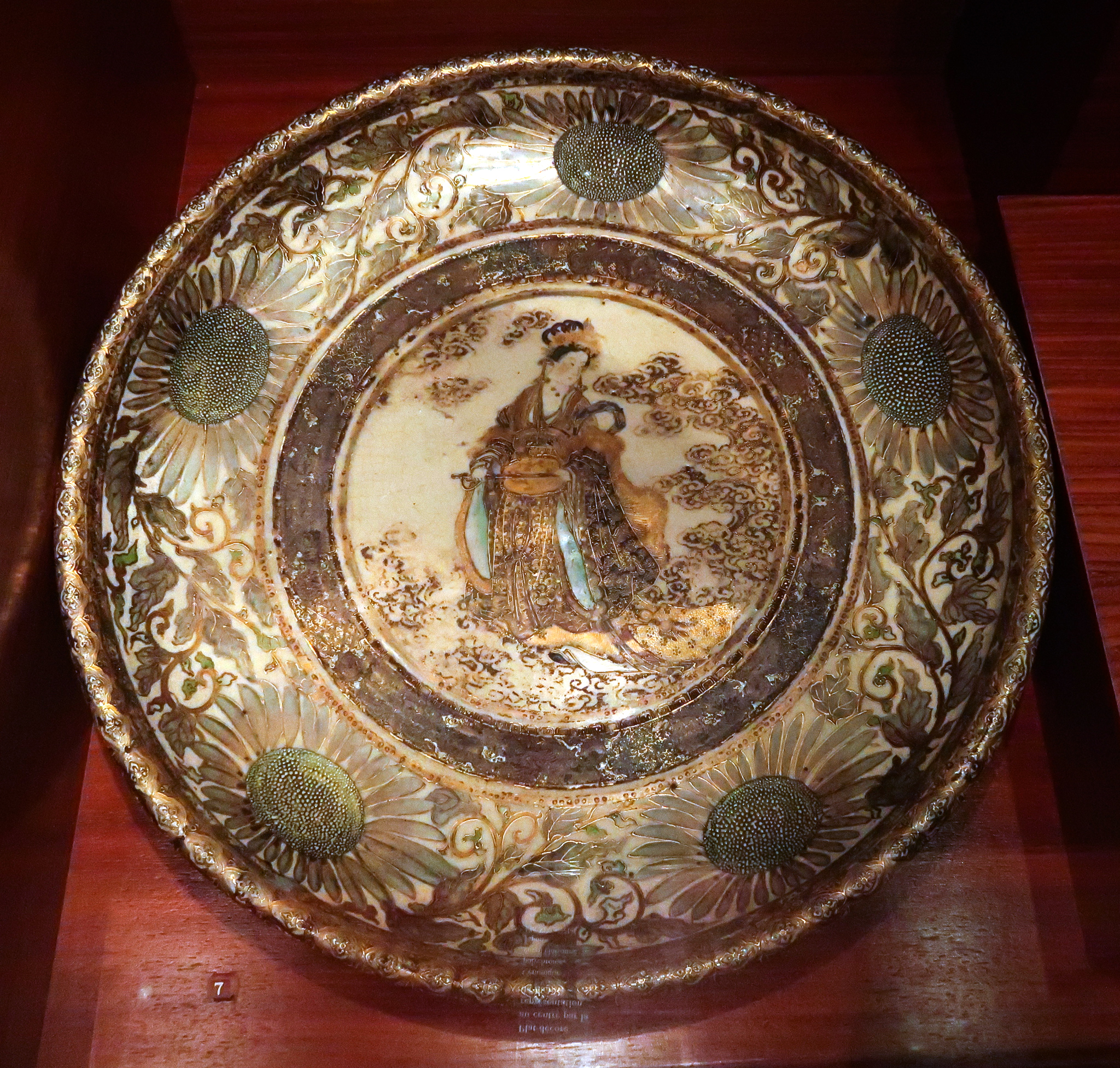
Plat décoré à la déesse Benzaiten. Céramique japonaise polychrome, émail cloisonné. Ére Meiji.

Les pièces exposées sont regroupées par périodes (de 764 à 1868) :
- Époque de Heian
- Époque de Kamakura
- Époque de Momoyama
- Époque d'Edo

### Inde

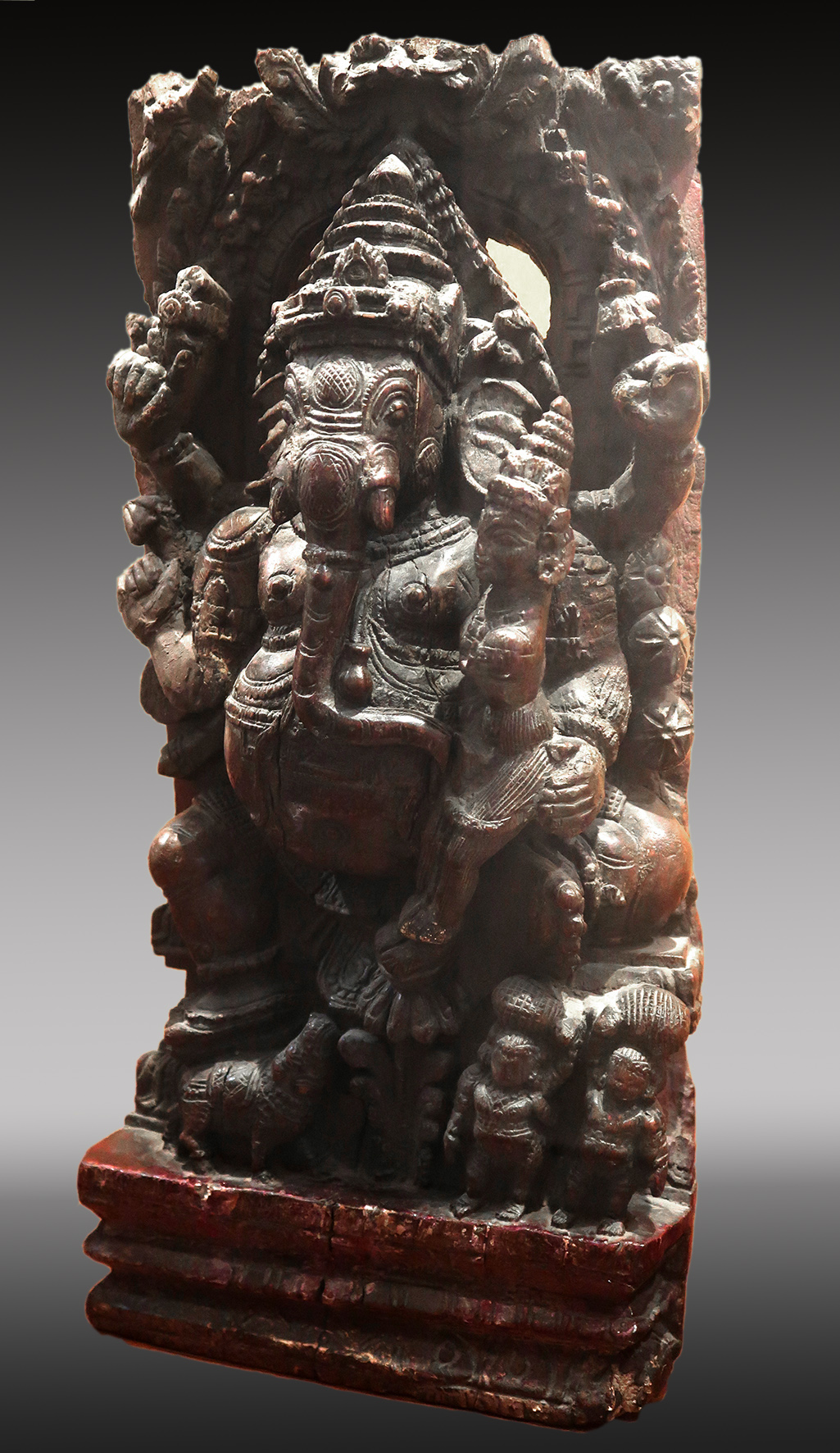
Ganesh et sa Shakti. Fragment de char de procession (ratha). Bois. XVIIIe – XIXe siècles. Tamil Nadu
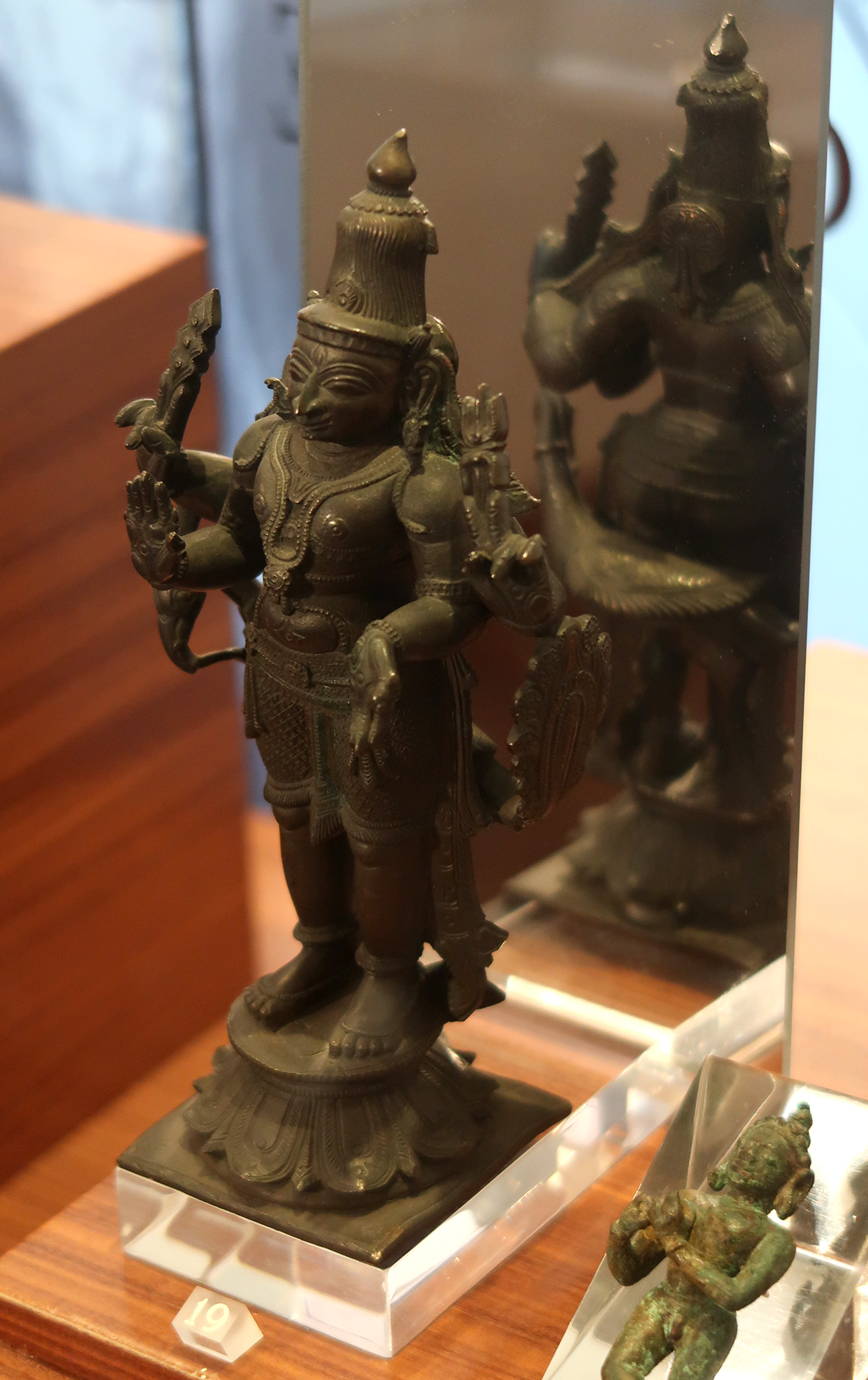
Subrahmanyan (nom tamoul) (Kârttikeya ou Skanda, noms hindi) et le paon, le vāhana Paravāni. Bronze ciselé. Inde du Sud. Fin XIXe - début XXe siècle
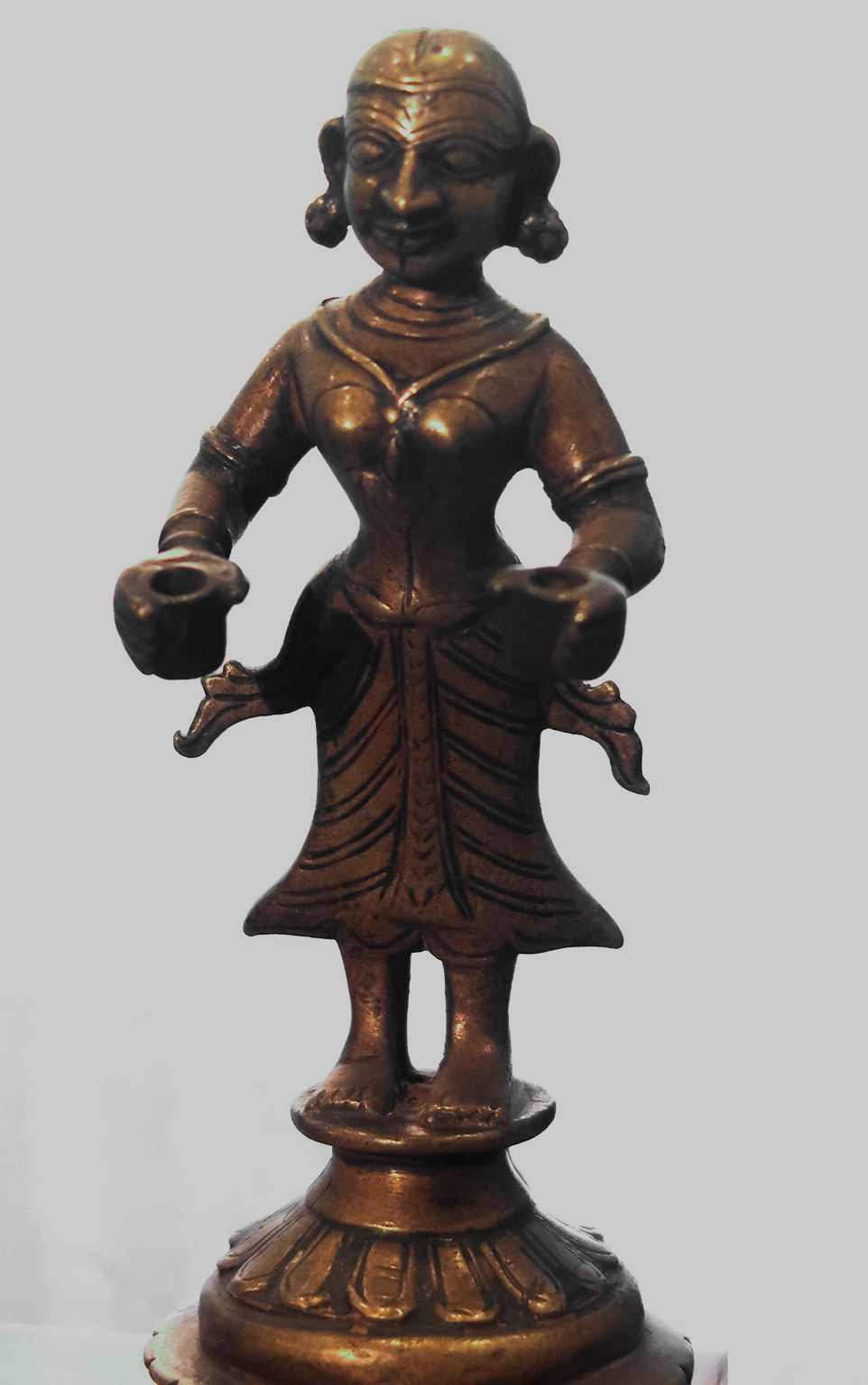
Dipa Lakshmi (porteuse de lampe, ici absente). Bronze ciselé. Inde du Sud. Fin XIXe - début XXe siècle

- Inde ancienne (archéologie)
- XVIII et XIXe - début XXe siècle

### Mongolie et Tibet
|  |  |

Art des XVIIIe et XIXe siècles.

### Asie du Sud-Est

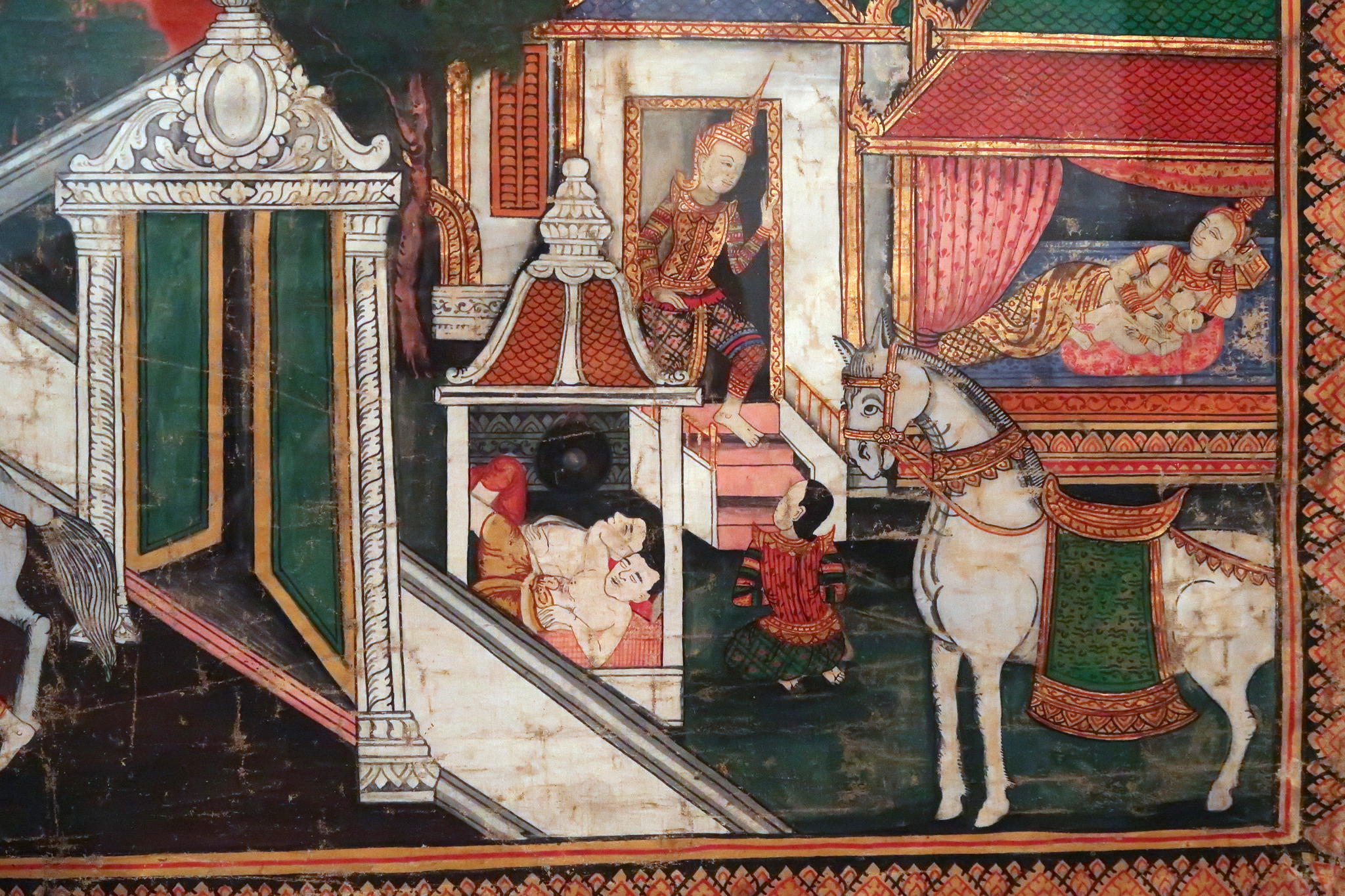
Épisode de la vie du Bouddha Gautama. Peinture sur toile, détail. Cambodge, XVIIIe siècle
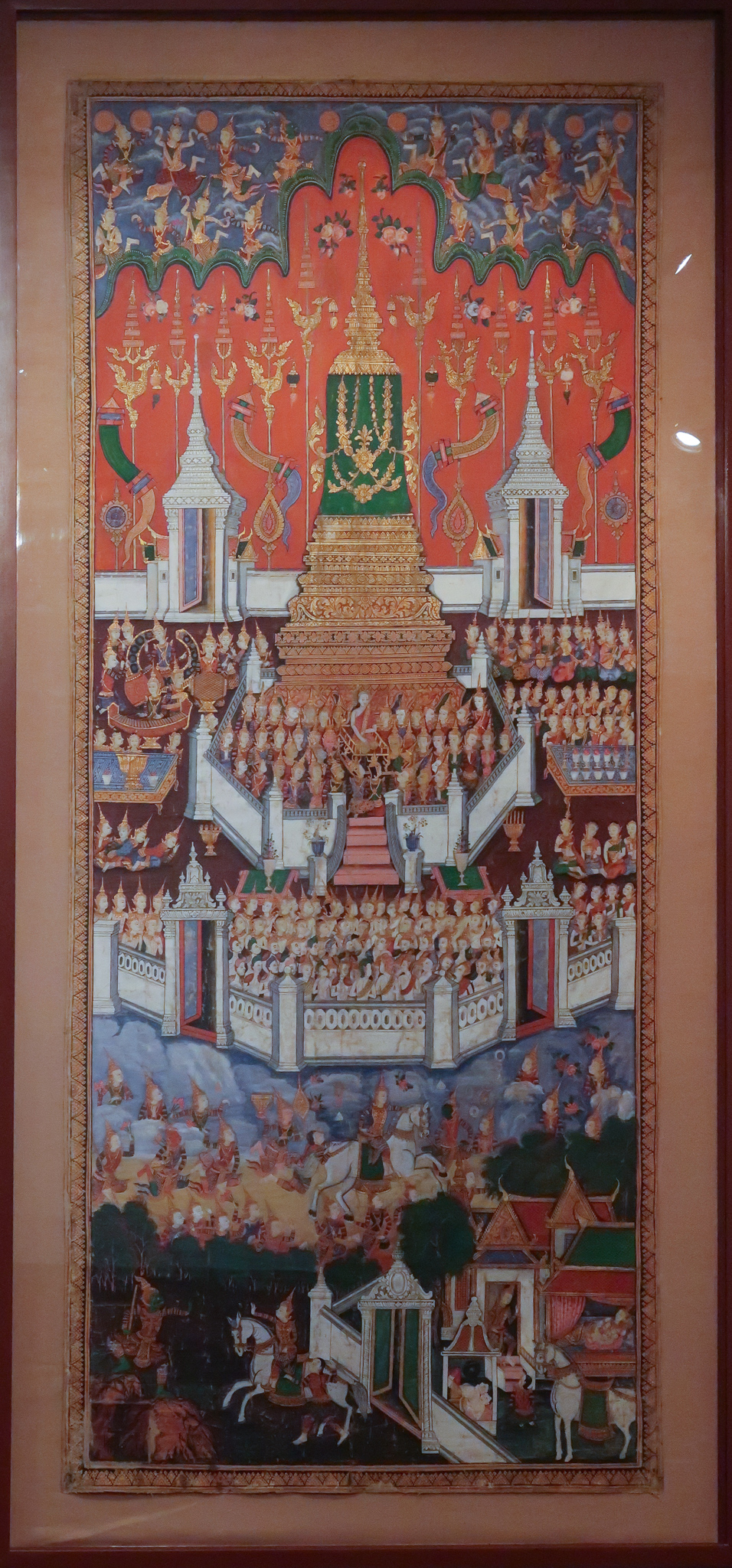
Idem, ensemble.
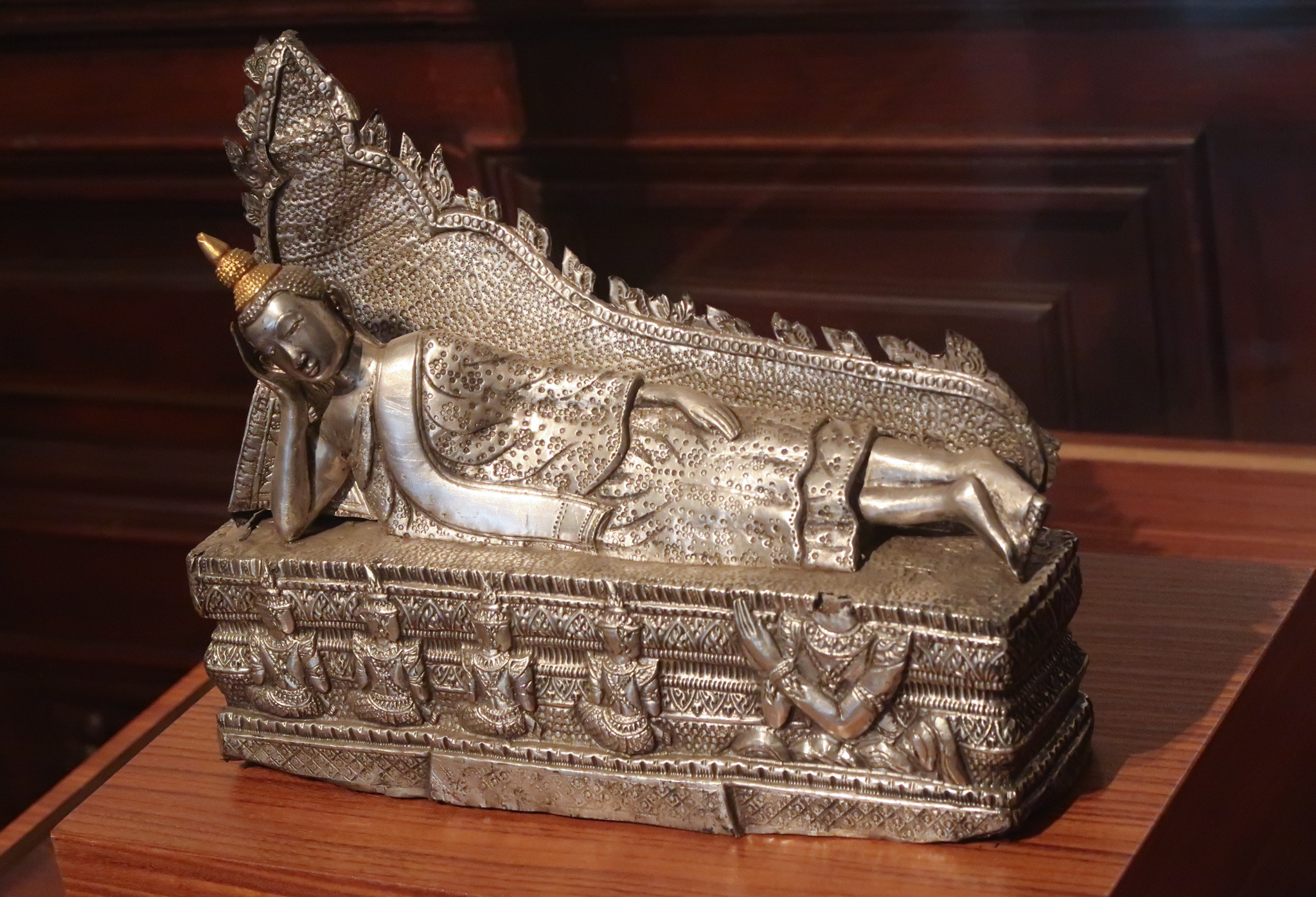
Shakyamuni entrant dans le nirvana. Feuille d'argent repoussée et argent doré. Thaïlande, XIXe siècle
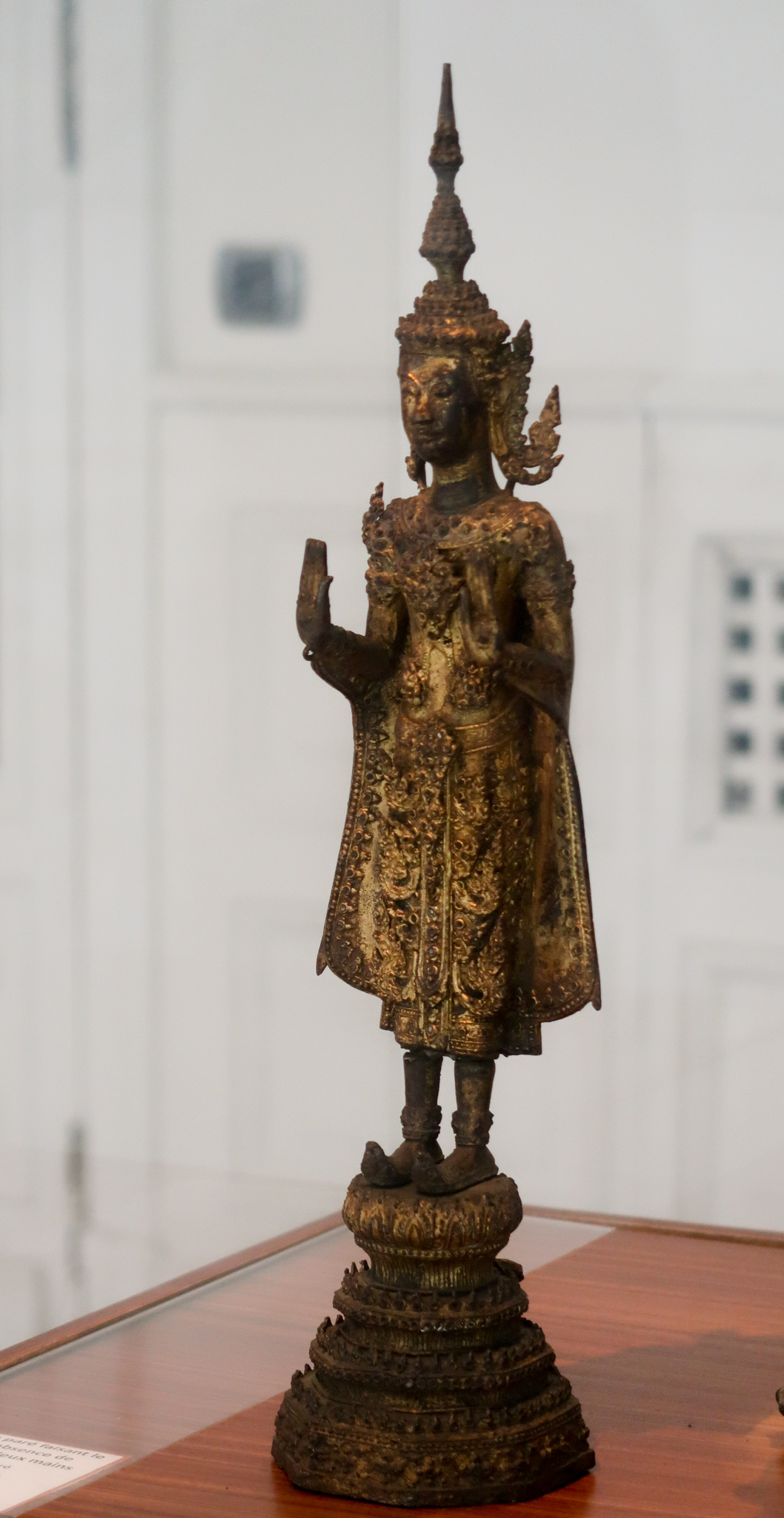
Bouddha faisant le geste de l'abhaya-mudrā. Bronze laqué et doré. Thaïlande. XIXe siècle
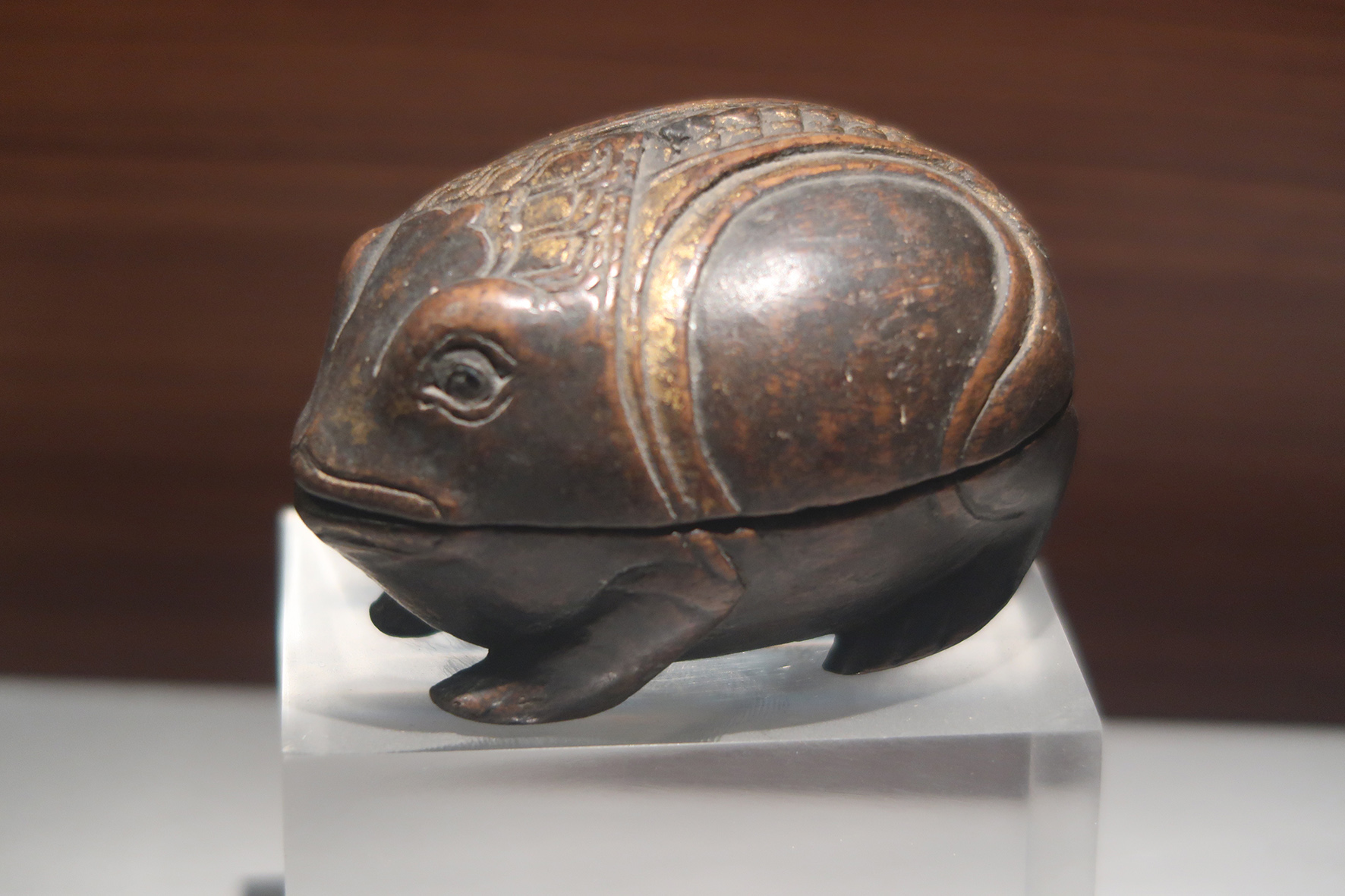
Boîte en forme de crapaud. Bois rehaussé de traces d'or. Myanmar (Birmanie)

Il s'agit de collections provenant des pays suivants : Thaïlande, Cambodge, Java, Ceylan, Birmanie et Vietnam-Tonkin. Les pièces présentées datent du IVe au XIXe siècle.

## Expositions temporaires et visites commentées sur programme
Le musée accueille au rez-de-chaussée des expositions temporaires.
- Du 03-06 au 29-08-2020 : exposition « Bouddha »[7]

## Origine des pièces anciennes du musée
Les pièces du musée proviennent dans leur majorité de legs à la ville de Toulon, puis au musée.
- 1892 : le premier legs est celui du Baron de Rothschild
- ? : don de Madame Lalande
- 1961 : Hippolyte Fauverge de French, journaliste et grand reporter au journal « Le Temps » à la fin du XIXe s. et au début du XXe siècle, lègue 473 pièces au musée (objets d'Inde, de Chine, du Japon et d'Asie du Sud-Est).
- 1965 : Madame Vittu de Keraoul lègue 32 pièces
- 1974 : don du Commandant Morazzani
- 1975 : don de l'Amiral Dalles
- 1986 : don de Madame Morazzani